# Anita Bobasso
Anita Bobasso (Buenos Aires, 20 de octubre de 1896 – 5 de enero de 1996) fue una actriz y cantante de tango argentina que trabajó en toda América y Europa, especialmente en Brasil, donde fue muy conocida, incluyendo trabajos en radio, teatro y cine. Los espectáculos musicales en los que participó utilizaban desde trajes típicos hasta bailes informales y elegantes. Bobasso también realizó una gira mundial con Libertad Lamarque y Azucena Maizani.

## Primeros años
Anita debutó en el año 1926, según se desprende de los resultados de la búsqueda de libros publicados. El "Anuario del Teatro Argentino" parte de la "Enciclopedia de la Escena Argentina", muestra que Anita, llamada cariñosamente "Anita del Plata" (nombre del río que bordea la ciudad) por sus fans y la prensa, nació en la capital argentina y debutó en la localidad de Bernal en la función donde se inauguró el Salón de la Sociedad Italiana. Le siguió una temporada en el Teatro de Verano. (Página 425). En el libro "Quién es quién en el teatro y el cine hispanoamericano", Anita actuó junto a Manuel Antín, dramaturgo, director de cine, guionista y periodista argentino. (Página 58). En el libro "Tra-la-la", se dice que Anita Bobasso conquistó pronto al público. Habla italiano, canta y baila; no pierde un solo efecto. página (367).

## Carrera
Trabajó con Azucena Maizani durante una gira por España y Portugal en 1931, que comenzó en el Teatro Alcázar de Madrid. Las presentaciones continuaron en Alicante, Barcelona, Bilbao, Burgos, Santiago de Compostela, Teruel, Valladolid, Santander, San Sebastián y Huesca, y también se hicieron presentaciones en Gijón, Zamora, Valencia, Palma y Zaragoza, donde "La Voz de Aragón" anotaba en su página 13, en el apartado "Los Teatros y los Cines": "Pasado mañana, martes, la compañía hará su presentación en el coliseo municipal. Esta es la lista de integrantes: Azucena Maizani, Anita Bobasso, Oterito de Naya, entre otros. Las tres obras que están en el repertorio Se titulan "Mozaicos Argentinos", "Bajo el Cielo de la Pampa" y "Canción Criolla", basadas en tangos escenificados, poesía del campo y del arrabal, evocaciones criollas, danzas autóctonas y números de concierto. La actuación de esta compañía en Zaragoza durará seis días.
El diario "El Heraldo de Madrid", invitó a la compañía a visitar su redacción el 16 de septiembre de 1931.
El diario madrileño La Libertad publicó en su sección "teatros" en la página 4 (entre otros artistas) sobre la gran Anita Bobasso, que disfrutó de los aplausos del selecto público que llenaba la sala. Festival de poesía, canto y música en honor de la compañía argentina para corresponder a la gentileza que tuvieron al invitar a autores, artistas y periodistas a la función extraordinaria que se les ofreció en el teatro Alcázar, como señaló el diario madrileño.
Según consta en los archivos de 1931, en la ciudad de Barcelona se anunció el estreno del espectáculo "Mosaicos Argentinos" en el Teatro Poliorama. El diario El Gráfico de Barcelona comenta que "las canciones argentinas, como las andaluzas, tienen nostalgia y sentimentalismo que expresan porque son lamentos del pueblo". El periódico añade que "artistas tan conocidos como Anita Bobasso figuran entre los intérpretes de este espectáculo de Azucena Maizani".
Valencia y luego Palma de Mallorca fueron las siguientes paradas del musical. El artículo sobre el Teatro en Palma de la sección "Actualidad Teatral" del periódico "Ultima Hora" afirma que "el estreno de la compañía de Azucena Maizani, anunciado en el Teatro Lírico, tiene que ser aplazado debido al éxito obtenido en el Teatro Apolo de Valencia, lo que ha motivado una prórroga de tres días en dicho teatro".
Llegados por fin a Palma, los archivos de la prensa histórica muestran que en el Teatro de Palma se nombra a Anita Bobasso entre los que fueron muy aplaudidos y que le dieron vida con éxito, lo que es peculiar del conjunto de escenas incluidas en la copla criolla. Véase en la página 4 "Los Teatros-Alkazar".
Los archivos de "La Prensa Histórica" muestran más de una docena de enlaces a artículos que hablan de Anita, donde también aparece su marido Andrés Bobasso como director escénico de la compañía.
En abril de 1932 emprendieron una gira por Portugal, partiendo del Teatro María Victoria de Lisboa y continuando por Oporto, Braga, Coimbra y el famoso Casino de Estoril. También actuó en Biarritz, ciudad natal de su padre, y regresó a Buenos Aires ese mismo año.
Tras regresar a Buenos Aires, Bobasso fue invitada a Brasil, donde estrenó el musical "La Canción Argentina" en el Teatro Casino de Río de Janeiro. Gozó de gran popularidad y permaneció durante mucho tiempo, junto con su hija Hilda Bobasso.
El diario carioca "O Jornal" afirma en Radio Journal que Anita, la cantante típica argentina, acaba de ser contratada por Mayrink Veiga para cantar su repertorio de tangos y rancheras y lo mucho que ha agradado al público del casino en su reciente actuación para la "Compañía Típica Argentina", en la que Anita es un elemento destacado. Inició una gira nacional con su marido e Hilda, que tuvo lugar en 1933. con su musical en la ciudad brasileña de Recife. El periódico la nombró "una fiel intérprete del tango argentino", Luego de vuelta a Río de Janeiro, y continuando a Pernambuco en el norte de Brasil y a Vitoria, estado de Espíritu Santo, como se ve en el Diario da Manha, presentando 23 escenas musicales en dos actos en el Teatro Carlos Gomes de esa ciudad., y luego al estado de Maranhao, donde la prensa destacó "Una gran compañía de Argentina visita Maranhao con artistas como Bobasso, que ha alcanzado el éxito en el público donde ha sido escuchada".
Casi 25 años después de su muerte, la prensa sigue hablando de ella y recordándola, como refleja este artículo publicado en 2020. É de amargar. El 25 de enero de 1934, se presentó en el Teatro Deodoro, en el centro de Maceió, el musical Tangos e Canciones, con dos actos y 19 escenas musicales. "Fueron cantadas con gran éxito la marcha carnavalesca del diario de Pernambuco "É de Amargar" [de Capiba] y el vals "Nasci", que se dice de la autoría del director de orquesta, director y concertista de la compañía llamado Jerônimo Cabral, admirablemente interpretado por la vedette Anita Bobasso (como se ve en el artículo de "Historias de Alagoas" publicado el 13 de julio de 2020).
También fue llamada con orgullo por los porteños Anita del Plata, en honor al río de Buenos Aires, lo que significa que "ella es del río... ella es de Buenos Aires", como se muestra en los resultados de búsqueda de libros.

## Últimos años
Vivió en la zona del obelisco, cerca de 9 de Julio, en la calle Alsina de Buenos Aires, hasta 1968, año en que murió su marido, Andrés Bobasso. Era uno de los asistentes al Sarrasani, el circo más conocido de la época. Cuando murió su marido, la tristeza de haber perdido al compañero de toda su vida la invadió, y se fue a vivir a la Casa del Teatro (casa de teatro para actores) de la Avenida Santa Fe con otros actores, donde murió en 1996 rodeada de sus compañeros de teatro.
Durante sus últimos años se dedicó al cine, participando en películas como El Gordo catástrofe, la película La nona y No habrá más penas ni olvido, interpretando el papel de la cantante.

## Vida personal
Su madre, Julia Rival, era italiana y su padre, Aquiles Pelosi, de Biarritz, Francia. Pelosi murió en el barco que los trajo de Europa. Bobasso se interesaba por los idiomas y dominaba el portugués gracias a los años que pasó cantando en Brasil. El periódico "O Radical" de Río de Janeiro presenta a Anita en el marco del "O Brillante Festival da Casa dos Artistas".

## Filmografía
| El Gordo catástrofe          | 1977 |  |  |
| La nona                      | 1979 |  |  |
| No habrá más penas ni olvido | 1983 |  |  |